# Dangerous Age
Dangerous Age è un album di studio inciso dalla rock band inglese Bad Company, uscito nel settembre del 1988.

## Tracce

### Lato A
1. One Night - 4:38 - (Ralphs; Thomas)
2. Shake It Up - 3:56 -  (Ralphs; Thomas)
3. No Smoke Without A Fire - 4:33 - (Howe; Thomas)
4. Bad Man - 3:45 - (Howe; Thomas)
5. Dangerous Age - 3:45 - (Ralphs; Thomas)

### Lato B
1. Dirty Boy - 3:50 - (Howe; Thomas)
2. Rock Of America - 4:55 - (Howe; Thomas)
3. Something About You - 4:17 - (Howe; Thomas)
4. The Way It Goes - 3:25 - (Ralphs; Howe; Thomas)
5. Love Attack - 3:55 - (Ralphs; Howe; Thomas)

## Formazione
- Mick Ralphs (chitarra solista)
- Brian Howe (voce)
- Simon Kirke (percussioni)

## Altro musicista
- Steve Price (basso)